# Imperator Alexandr III
Imperator Alexandr III (rusky Император Александр III) byla třetí a poslední jednotkou bitevních lodí (dreadnoughtů) třídy Imperatrica Marija ruského carského námořnictva. Stavěla ji loděnice v Nikolajevu před první světovou válkou, ale dokončena byla až v roce 1917 a byla přidělena k Černomořském loďstvu. Ještě před dokončením byla přejmenována na jméno Volja (rusky: Вóля, svoboda) a později  v roce 1920 na General Alexejev (Генерал Алексеев). Za první světové války se loď neúčastnila operací, protože její sesterské lodě při stavbě dostaly vyšší prioritu dokončení. Do služby se dostala v roce 1917, ale po únorové revoluci už černomořské loďstvo do bojů nezasáhlo.
V roce 1918 loď získali Němci ale podle podmínek příměří ji byli nuceni předat Britům. Ti ji v roce 1919 předali Bílým a v roce 1920 pomohla evakuovat Krym. Francouzi ji internovali v Bizertě a roku 1936 ji nakonec sešrotovali, aby se zaplatily její dokovací poplatky. Zbraně byly odmontovány a uskladněny a během druhé světové války je Němci a Finové použili při stavbě pobřežního opevnění, které pak Finové a Sověti nadále používali za studené války.